# IC 3421
IC 3421 ist eine Spiralgalaxie vom Hubble-Typ S? im Sternbild Coma Berenices am Nordsternhimmel. Sie ist schätzungsweise 303 Millionen Lichtjahre von der Milchstraße entfernt und hat einen Durchmesser von etwa 80.000 Lichtjahren.
Im selben Himmelsareal befinden sich unter anderem die Galaxien
IC 3401, PGC 89607, PGC 3089433, PGC 4329449.
Entdeckt wurde das Objekt am 23. März 1903 vom deutschen Astronomen Max Wolf.